# Ferrovia do Golfo
A Gulf Railway, também conhecida como GCC Railway, é um sistema ferroviário proposto para conectar todos os seis estados membros do Conselho de Cooperação do Golfo na Arábia Oriental. A rede ferroviária terá uma extensão total de 2.177 km. O projeto está orçado em US$ 250 bilhões. Estava programado para ser concluído em 2023, embora em 2022 as obras ainda não tenham começado.
Cada um dos seis estados membros do GCC é responsável pela implementação da parte do projeto que está em seu território e construirá suas próprias linhas ferroviárias e ramais, estações e terminais de carga. O custo será compartilhado pelos seis países proporcionalmente à extensão da rede ferroviária de cada país. A Saudi Railway Company desenvolverá a rede na Arábia Saudita, a Etihad Rail nos Emirados Árabes Unidos, a Oman Rail em Omã e a Qatar Rail no Catar.
O projeto encontrou obstáculos devido aos desafios com o financiamento do projeto exacerbados pela volatilidade dos preços do petróleo e falta de alinhamento dos interesses dos seis estados envolvidos. A data prevista para a conclusão do projeto é incerta, dada a falta de clareza sobre a escala exata e o modelo operacional do empreendimento.

## História
O projeto Gulf Railway foi aprovado pelos estados membros do GCC na 30ª cúpula do GCC na cidade do Kuwait em dezembro de 2009. A Arábia Saudita era o único país do GCC a ter qualquer infraestrutura ferroviária na época em que o projeto foi proposto. O prazo original para concluir o projeto era 2018. Isso foi adiado para 2021 em uma reunião dos ministros de transporte do GCC em Riad em abril de 2016.
O Qatar lançou licitações para sua parte do projeto Gulf Railway no verão de 2015, mas depois suspendeu o projeto. Em março de 2016, Abdulla Al Subaie, diretor administrativo da Qatar Rail, afirmou que o Qatar estava pronto para começar a trabalhar no projeto, mas esperava que outros países do GCC iniciassem a construção. Em janeiro de 2016, a Etihad Rail suspendeu o processo de licitação para a Fase 2 do projeto ferroviário dos Emirados Árabes Unidos, que inclui a parte dos Emirados Árabes Unidos da Ferrovia do Golfo. O Ministro de Desenvolvimento de Infraestrutura dos Emirados Árabes Unidos, Abdullah Belhaif Al Nuaimi, afirmou que a decisão "era lógica porque você simplesmente não pode construir sua parte e esperar que os outros comecem".
Em maio de 2016, Omã anunciou que estava suspendendo o projeto. O Ministro dos Transportes de Omã, Ahmed al-Futaisi, disse: "Houve um desafio entre os países no ritmo em que o projeto estava sendo implementado. Alguns países começaram, mas outros não seguiram o desenho. Portanto, este foi um desafio para Omã. Mesmo que Omã termine sua parte, não poderá se conectar porque outros países não iniciaram seu trabalho." Ele esclareceu que Omã "não cancelou o projeto, apenas o atrasou porque outros países do Golfo Pérsico decidiram interromper o trabalho no projeto". Posteriormente, Omã concentrou-se na construção de sua rede ferroviária doméstica ligando os portos de Salalah, Sohar e Duqm O Bahrein afirmou que não iniciaria a construção de sua parte do projeto que liga a Arábia Saudita até 2023. O país pretende construir a ligação com o Kuwait somente após concluir a ligação saudita.
Futaisi e David Briginshaw, editor-chefe do International Railway Journal, afirmaram que o baixo preço do petróleo e dos minerais que resultou em déficits orçamentários entre os membros do GCC é a principal razão que impede o projeto. O projeto foi concebido pela primeira vez durante uma era de altos preços do petróleo. Ao contrário da UE, o GCC não é economicamente integrado e os estados agem de forma independente e seguem suas próprias políticas, às vezes criando agendas econômicas concorrentes. Os países optaram por dar prioridade às suas próprias redes ferroviárias domésticas sobre a Ferrovia do Golfo, preocupados em construir linhas em direção à fronteira antes que seu vizinho conclua suficientemente o trabalho em sua parte do projeto. Outras preocupações que impedem o projeto são questões de visto para cidadãos não pertencentes ao GCC, migração ilegal, contrabando, agendas econômicas concorrentes e divergências sobre onde as linhas devem se encontrar.
A Construction Week Online citou uma fonte da indústria ferroviária que acredita que o projeto será concluído. No entanto, a fonte anônima sentiu que a "data de conclusão mais próxima será 2025, mas, se você olhar de forma realista, a data de conclusão mais provável será 2030".
Em 28 de fevereiro de 2017, Abdulla S. Al Katheeri, diretor-geral da Autoridade Federal de Transportes (FTA) - Terrestre e Marítima dos Emirados Árabes Unidos, afirmou que o GCC poderia cumprir o prazo de 2021 para o projeto, apesar da flutuação dos preços do petróleo. Katheeri apontou que o valor total dos projetos ferroviários propostos no GCC era superior a US$ 240 bilhões, e US$ 69 bilhões em projetos estavam atualmente em construção. Na conferência e exposição Middle East Rail 2017 em Dubai em 7 de março de 2017, o secretário-geral do GCC, Abdullatif Al-Zayani, afirmou que a Gulf Railway era necessária para garantir o desenvolvimento sustentado na região. Ele também observou que o consenso para concluir o projeto havia sido estabelecido em reuniões anteriores do GCC. No mesmo evento, o presidente da Autoridade de Transporte Público da Arábia Saudita e da SRO, Rumaih Al Rumaih, anunciou que o GCC havia começado a conduzir um estudo de viabilidade para estabelecer uma autoridade ferroviária regional do GCC.
A seção dos Emirados Árabes Unidos do projeto recebeu um impulso em 27 de novembro de 2018, quando o Ministério das Finanças dos Emirados Árabes Unidos e o Departamento de Finanças de Abu Dhabi assinaram um acordo para financiar a Fase 2 da rede ferroviária do país, compreendendo uma linha de 605 km de Ghuwaifat, na fronteira com a Arábia Saudita para Fujairah.

## Rede

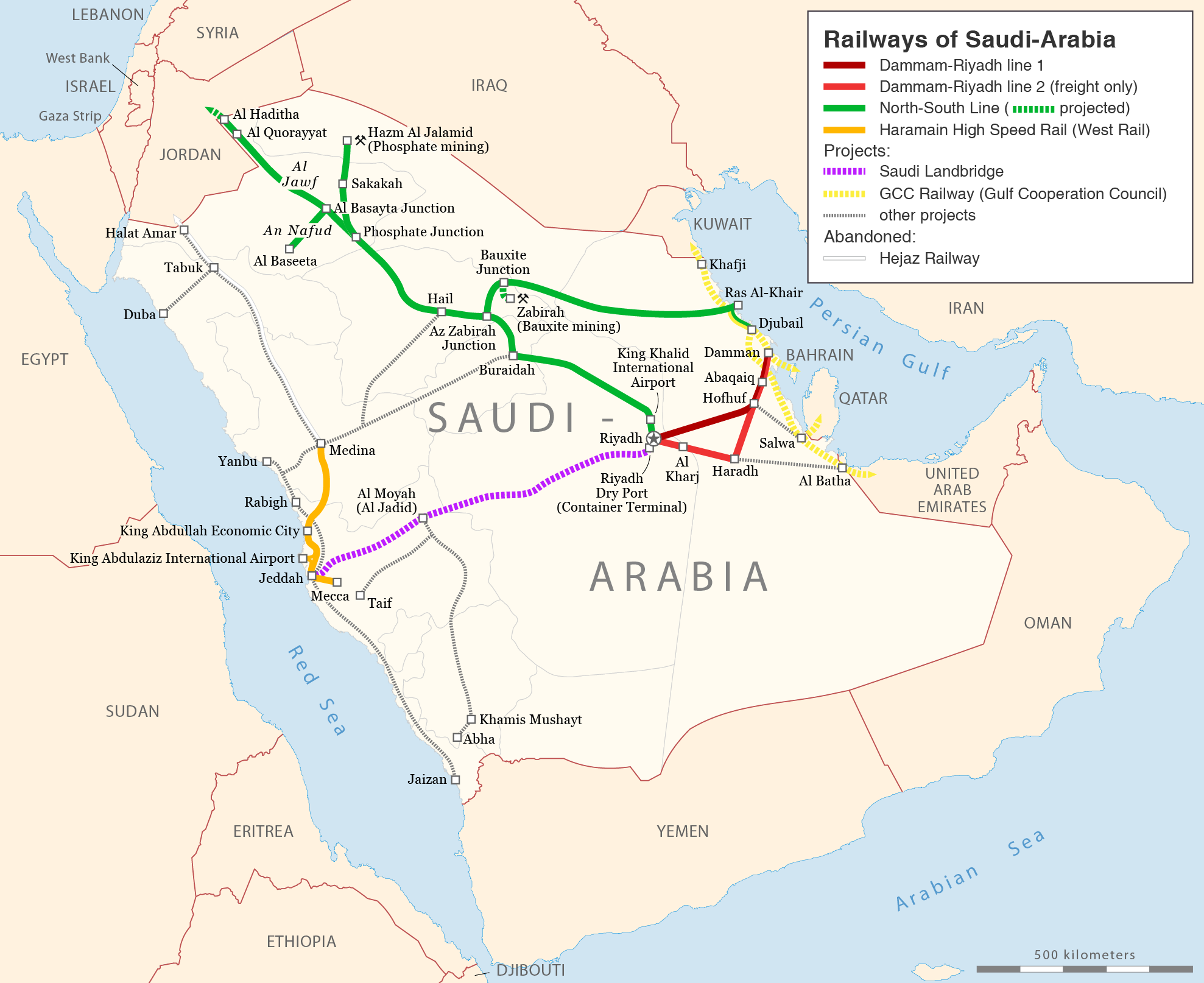
Mapa de transporte ferroviário da Arábia Saudita. A rede GCC Railway pode ser vista em amarelo.

A ferrovia planejada começaria na cidade do Kuwait, passaria por Dammam e Al-Batha Port na Arábia Saudita, Abu Dhabi e Al Ain nos Emirados Árabes Unidos, e depois entrar em Omã por Sohar antes de terminar em Mascate. De Dammam, as filiais se conectarão ao Bahrein através da proposta King Hamad Causeway e ao Catar através do porto de Salwa. A proposta Catar-Bahrein Causeway entre Bahrein e Qatar fornecerá conectividade adicional.
Três estações são propostas para serem construídas no Bahrein. Depois de entrar no Bahrein a partir de Dammam, a primeira estação da linha será no Porto Khalifa bin Salman, seguida pelas estações no Aeroporto Internacional do Bahrein e nas Ilhas Amwaj. De Amwaj, a linha seguirá para o Catar.
A tabela a seguir mostra a extensão do sistema em cada país.
| País                   | Comprimento da linha |
| ---------------------- | -------------------- |
| Kuwait                 | 145 km (90 mi)       |
| Bahrein                | 36 km (22 mi)        |
| Catar                  | 283 km (176 mi)      |
| Arábia Saudita         | 663 km (412 mi)      |
| Emirados Árabes Unidos | 684 km (425 mi)      |
| Omã                    | 306 km (190 mi)      |

## A infraestrutura
Foi proposta a criação de uma Autoridade Ferroviária do GCC para supervisionar o desenvolvimento da rede. No entanto, nenhuma autoridade para supervisionar o projeto foi estabelecida e os países estão atualmente realizando projetos ferroviários de forma independente em seu território.
Espera-se que a Ferrovia do Golfo impulsione a livre circulação no GCC, fornecendo viagens sem obstáculos do Kuwait a Omã. Os nacionais do GCC têm entrada sem visto nos países uns dos outros. Espera-se também que a ferrovia impulsione o comércio intra-GCC, fornecendo serviços de transporte de carga.

### Frota de trens
Locomotivas a diesel serão usadas na GCC Railway. Os trens de passageiros operarão a uma velocidade de 220 km/h, enquanto os trens de carga serão limitados a velocidades de 80 a 120 km/h.